# Средний Угринов
Средний Угринов (укр. Середній Угринів) — село в Новицкой сельской общине Калушского района Ивано-Франковской области Украины.
Население по переписи 2001 года составляло 878 человек. Занимает площадь 11,27 км². Почтовый индекс — 77363. Телефонный код — 3472.
21—22 ноября 1951 года население Среднего Угрина было полностью депортировано в сёла Русин, Варяж (Новоукраинку) и Лубновка на Сокальщине. Село Средний Угринов подлежало ликвидации, землю разделили между соседними колхозами.